# Comuna Vorobiivka, Pidvolociîsk
Vorobiivka (în ucraineană Воробіївка) este o comună în raionul Pidvolociîsk, regiunea Ternopil, Ucraina, formată din satele Medîn, Penkivți, Prosivți și Vorobiivka (reședința).

## Demografie
Componența lingvistică a comunei Vorobiivka
     Ucraineană (99,6%)
Conform recensământului din 2001, majoritatea populației comunei Vorobiivka era vorbitoare de ucraineană (99,6%), existând în minoritate și vorbitori de alte limbi.